# Combinada nòrdica als Jocs Olímpics d'hivern de 2010
Als Jocs Olímpics d'Hivern de 2010 celebrats a la ciutat de Vancouver (Canadà) es disputaren tres proves de combinada nòrdica en categoria masculina.
Les competicions d'esprint (7,5 km.) i individuals gundersen (15 km.) realitzades fins al moment foren substituïdes per dos proves individuals de 10 quilòmetres d'esquí de fons i amb un salt amb esquís des del trampolí normal i llarg respectivament; i la competició per equips fou modificada, realitzant la prova de relleus d'esquí de fons sobre una distància de 4x5 km i amb un salt d'esquís des del trampolí llarg. Les proves es realitzaren entre els dies 14 i 25 de febrer de 2010 a les instal·lacions esportives del Whistler Olympic Park.

## Comitès participants
Hi participaren un total de 52 esquiadors de 14 comitès nacionals diferents.
| - Alemanya (5) - Àustria (5) - Canadà (1) - Eslovènia (2) - Estats Units (5) |  | - Finlàndia (4) - França (5) - Itàlia (4) - Japó (5) - Noruega (5) |  | - Txèquia (4) - Rússia (2) - Suïssa (4) - Ucraïna (1) |

## Resum de medalles
| Prova                              | Or                                                                      | Argent                                                                    | Bronze                                                                    |
| Individual trampolí normal Detalls | Jason Lamy Chappuis                                                     | Johnny Spillane                                                           | Alessandro Pittin                                                         |
| Individual trampolí llarg Detalls  | Bill Demong                                                             | Johnny Spillane                                                           | Bernhard Gruber                                                           |
| Relleus 4x5 km. Detalls            | ÀustriaBernhard Gruber · Felix Gottwald · Mario Stecher · David Kreiner | Estats UnitsBrett Camerota · Todd Lodwick · Johnny Spillane · Bill Demong | AlemanyaJohannes Rydzek · Tino Edelmann · Eric Frenzel · Björn Kircheisen |

## Medaller
| Posició | País         | Or | Argent | Bronze | Total |
| 1       | Estats Units | 1  | 3      | 0      | 4     |
| 2       | Àustria      | 1  | 0      | 1      | 2     |
| 3       | França       | 1  | 0      | 0      | 1     |
| 4       | Alemanya     | 0  | 0      | 1      | 1     |
| 4       | Itàlia       | 0  | 0      | 1      | 1     |
|         |              |    |        |        |       |
| Total   | Total        | 3  | 3      | 3      | 9     |